# 녹양동
녹양동(綠楊洞)은 의정부시의 북서부에 자리한 행정구역으로, 양주시와 접해 있다.

## 개요
도봉산의 줄기인 사패산, 호명산, 불곡산, 천보산, 수락산 등이 주위를 감싸고 있으며, 녹지율이 풍부해 쾌적한 주거환경을 자랑한다. 과거에는 개발제한구역으로 묶여 있기도 하였으나, 의정부종합운동장 완공과, 2006년 수도권 전철 1호선 녹양역의 개통 및 최근 택지개발 등으로, 지역이 새롭게 변모해 가고 있다.
녹양동이라는 지명은, 옛날 이곳 지역에서 군마를 사육하던 목장이 있었던 데에서 유래한 것으로, 녹양역 광장에, 힘찬 기상의 말(馬) 동상이 세워져 있는 것은 이를 상징적으로 보여준다. 현재 녹양동은 3번 국도, 39번 국도, 3번 우회도로가 교차하고 있고, 서울외곽순환도로 개통으로 송추 IC, 의정부 IC 진입이 용이하고, 서울 교외선이 관통하며, 동두천, 양주를 출발해서 서울로 진입하는 거의 모든 버스가 수도권 전철 1호선 녹양역을 경유하는 등, 사통팔달의 교통요충지에 위치하고 있는데 3번 우회도로를 이용하면 복잡한 시내를 관통하지 않고 빠르게 서울로의 진입이 용이하다. 과거에 말이 운송수단이었던 점을 감안하면 녹양동이라는 지명의 유래와 지역의 발전사가 흥미롭다.
녹양동에는 "의정부 법원"과 "신천종합병원", 녹양역 인근 "의정부시 의류할인매장", 2002년 4월 완공된 "의정부시 종합운동장"을 중심으로, 의정부 실내 체육관, 빙상경기장, 사이클 경기장 등이 자리잡고 있다.
녹양동에는 대림, 신도, 청구, 동원, 현대 아파트 등이 어우러져 있고, 2006년에는 1,200 세대의 힐스테이트 아파트가, 2007년에는 영무예다음 아파트가, 2008년 여름, 현재 2,000 세대의 휴먼시아 아파트가 입주를 하고 있으며, 주변지역에서 가능/금의 뉴타운과, 인접한 양주 신도시 계발, 녹양역 인근에 추가적인 택지계발, 향후 20만평 규모의 캠프 레드클라우드 미군기지 이전으로 교육연구시설 단지조성 등이 예정되어 있는 등, 최근 녹양동은 인구 유입과, 지역개발로 나날이 발전, 변모해 가고 있다. 지역 발전에 따라 최근 녹양역을 중심으로 여러 상가 건물들이 신축되고 있으며, 녹양동내 SM 마트, 성화마트, 우리농산물 마트, 청호마트 등의 중소규모의 쇼핑시설이 다양하게 자리하고 있고, 자가를 이용하면 금오동의 홈플러스, 양주의 이마트 등의 대형마트, 의정부 제일시장 등도, 10~15분 이내에서 편리하게 이용이 가능하다. 또한 힐스테이트 아파트에서는 매주 수요일, 알뜰 시장이 열리고 있다.

## 법정동
- 녹양동

## 교통
녹양역 전철역과, 녹양역에서 서울 및 경기 북부로 진입하는 모든 버스, 녹양동 주거지역을 운행하는 208번, 208-1번 마을버스, 8번, 5번, 11번, 133번 등의 시내버스 이용이 가능해, 녹양동에서 경기북부, 서울 중심부, 송추, 서울북서부인 구파발, 파주, 양주 등으로 대중 교통을 이용해 쉽게 접근이 가능하며, 녹양동에 위치한 신천병원(광동고/검찰청)정류장 앞을 경유하는 3700번 시외버스를 이용하면, 고양시 및 김포공항, 인천공항으로 접근도 용이하다. 또한 녹양동에서 208번 마을버스 혹은 8번 시내버스를 이용, 의정부역 인근의 구 의정부버스터미널 정류장에 내리면, 서울 동서울터미널, 남양주, 구리 등 각 지역으로의 대중교통 환승 이용이 편리하다.

## 시설
녹양동에 위치한 종합운동장 및 실내빙상장 등의 체육시설은 녹양역과 연계해 이 역을 경유하는 208번 마을 버스와 5번 버스로 환승하면 시설을 쉽게 이용할 수 있다. 특히 실내 빙상장은 저렴한 입장료로 4계절 내내, 의정부 시민 누구나 편리하게 이용할 수 있다. 또한 녹양역 앞의 천보산, 녹양동 배후의 호명산은 도보로도 등산로 입구까지의 접근이 쉬우며, 택지계발로 인해 녹양동에 시민을 위한 추가적인 공원이 정비될 예정이어서 주변 주거환경이 쾌적하다.
- 의정부 종합운동장, 실내체육관, 빙상경기장, 사이클 경기장 등, 다양한 체육시설이 자리잡고 있음.
- 주거지역은 버스, 전철 녹양역 등의 교통 접근성이 좋음.

## 교육
학교 및 교육환경을 살펴보면, 국내 및 세계올림피아드에 진출하는 "경기북과학고등학교"가 실내빙상경기장 인근에 위치하고 있고, 의정부에서 유명세를 타는 "의정부고등학교", "주한외국인학교", 특수아동을 위한 "희망학교", "광동고등학교", "녹양초등학교"가 있으며, 2005년에는 경기의정부교육도서관(구.경기도립녹양도서관"이 개관하였고, 2007년 "버들개초등학교"가, 2008년에는 "녹양중학교"가 개교하였다.
- 의정부고등학교
- 광동고등학교
- 경기북과학고등학교
- 녹양초등학교
- 버들개초등학교
- 녹양중학교

## 아파트
| 단지명              | 건설사              | 시행사                                | 주소            | 입주       | 비고            |
| ------------------- | ------------------- | ------------------------------------- | --------------- | ---------- | --------------- |
| 녹양 휴먼시아 1단지 | 서희건설            | 대한주택공사                          | 체육로 278      | 2008년 4월 | 국민임대        |
| 녹양 휴먼시아 2단지 | ㈜삼중종합건설      | 대한주택공사                          | 체육로 298-12   | 2008년 4월 | 국민임대        |
| 녹양 휴먼시아 3단지 | 동원시스템즈 ㈜한양 | 대한주택공사                          | 본원로 39       | 2008년 5월 |                 |
| 녹양 휴먼시아 4단지 | 풍림산업            | 대한주택공사                          | 본원로 40       | 2008년 5월 |                 |
| 신도 전원마을 9차   | 신도종합건설㈜      | 신도종합건설㈜                        | 진등로19번길 20 | 2000년 3월 |                 |
| 녹양 힐스테이트     | 현대건설            | 녹양주공국민아파트 재건축정비사업조합 | 녹양로62번길 12 | 2006년 8월 | 녹양주공 재건축 |